# Ribeira das Lajes
Ribeira das Lajes é um curso de água português localizado no concelho das Lajes das Flores, ilha das Flores, arquipélago dos Açores.
A Ribeira das Lajes tem origem a uma cota de cerca de 600 metros de altitude numa zona de nevoeiros e abundante pluviosidade, nas imediações a Lagoa Funda das Lajes, do Miradouro da Boca da Batalha e do Miradouro da Pedrinha e do Pico da Pedrinha.
A sua bacia hidrográfica procede à drenagem de uma vasta área e recebe vários afluentes entre os quais os que procedem à drenagem do Pico da Pedrinha.
O seu curso de água que desagua no Oceano Atlântico, fá-lo na costa próximo da Lajes das Flores junto ao promontório local denominado Ponta das Lajes.